# Sjöfartshuset

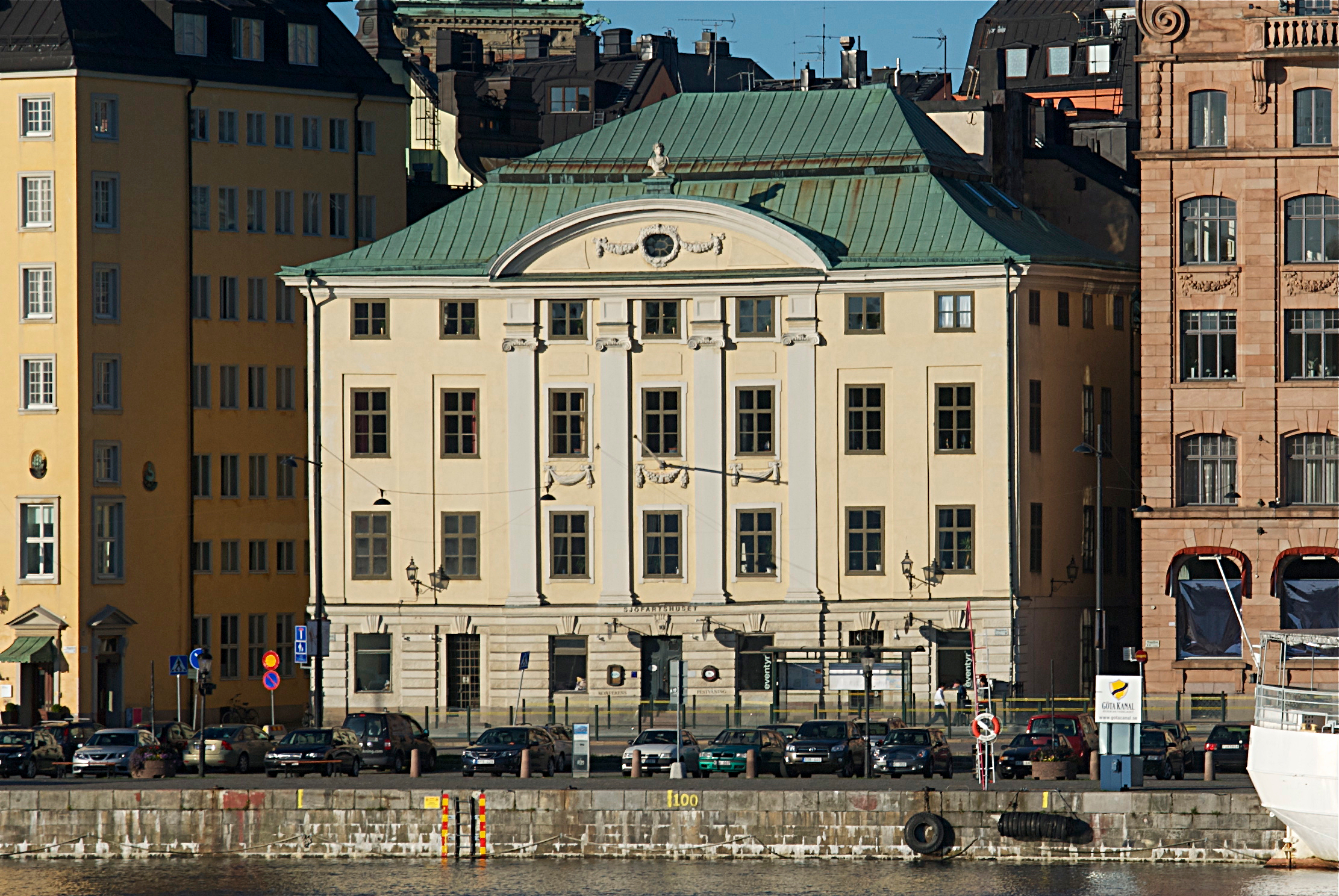
Sjöfartshuset sett från Skeppsholmsbron i september 2011.

Sjöfartshuset är ett byggnad i kvarteret Orpheus på Skeppsbron 10 i Gamla Stan i centrala Stockholm uppfört 1667–1670 på initiativ av myntmästaren Isaac Kock, adlad Cronström. Huset bevarar en klassisk barockfasad och värdefulla, påkostade sengustaviansk inredningar. Det var tidigare känt som Scharpska huset efter släkten Scharp som ägde huset 1802–1902 och fick sitt nuvarande namn 1958 när fyra sjöfartsorganisationer tog över det nedgångna huset genom ett gemensamt bolag.

## Byggnaden

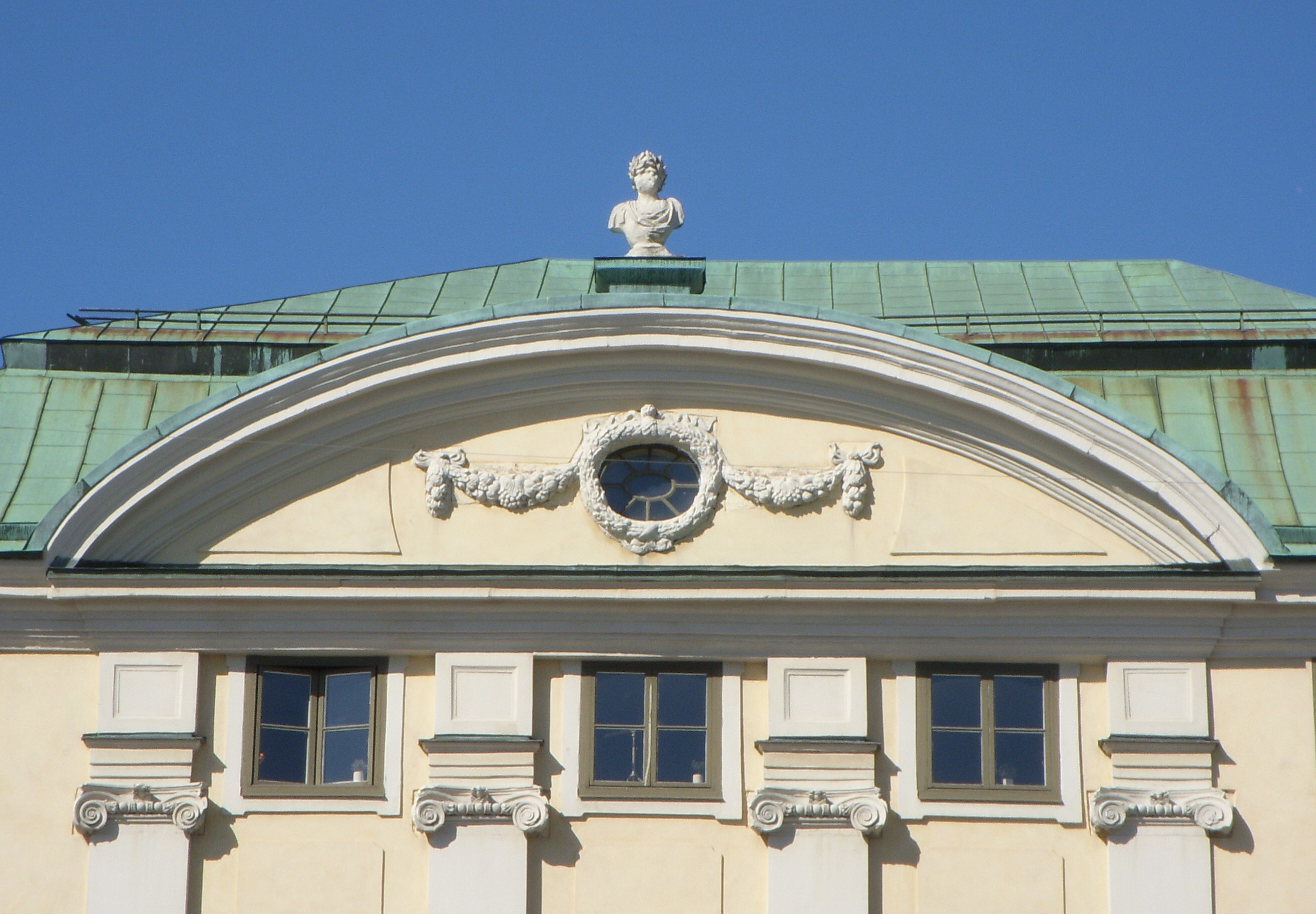
En antik kejsare med lagerkrans pryder mittfrontonen.

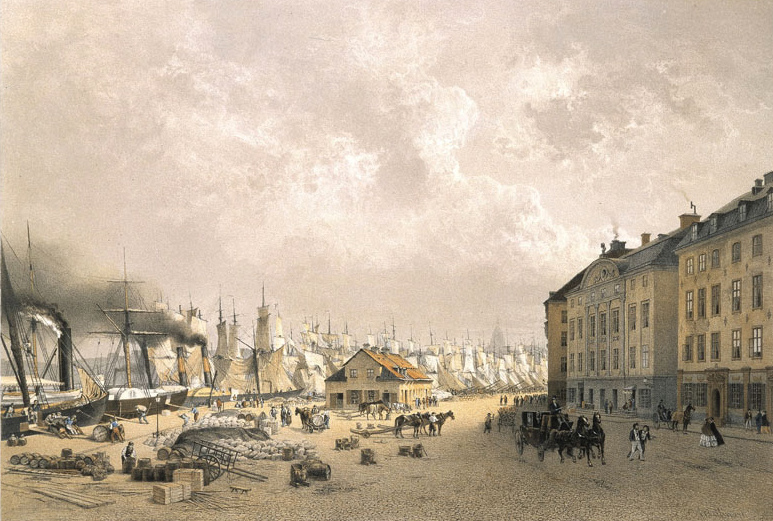
Sjöfartshuset 1860 (andra huset till höger)

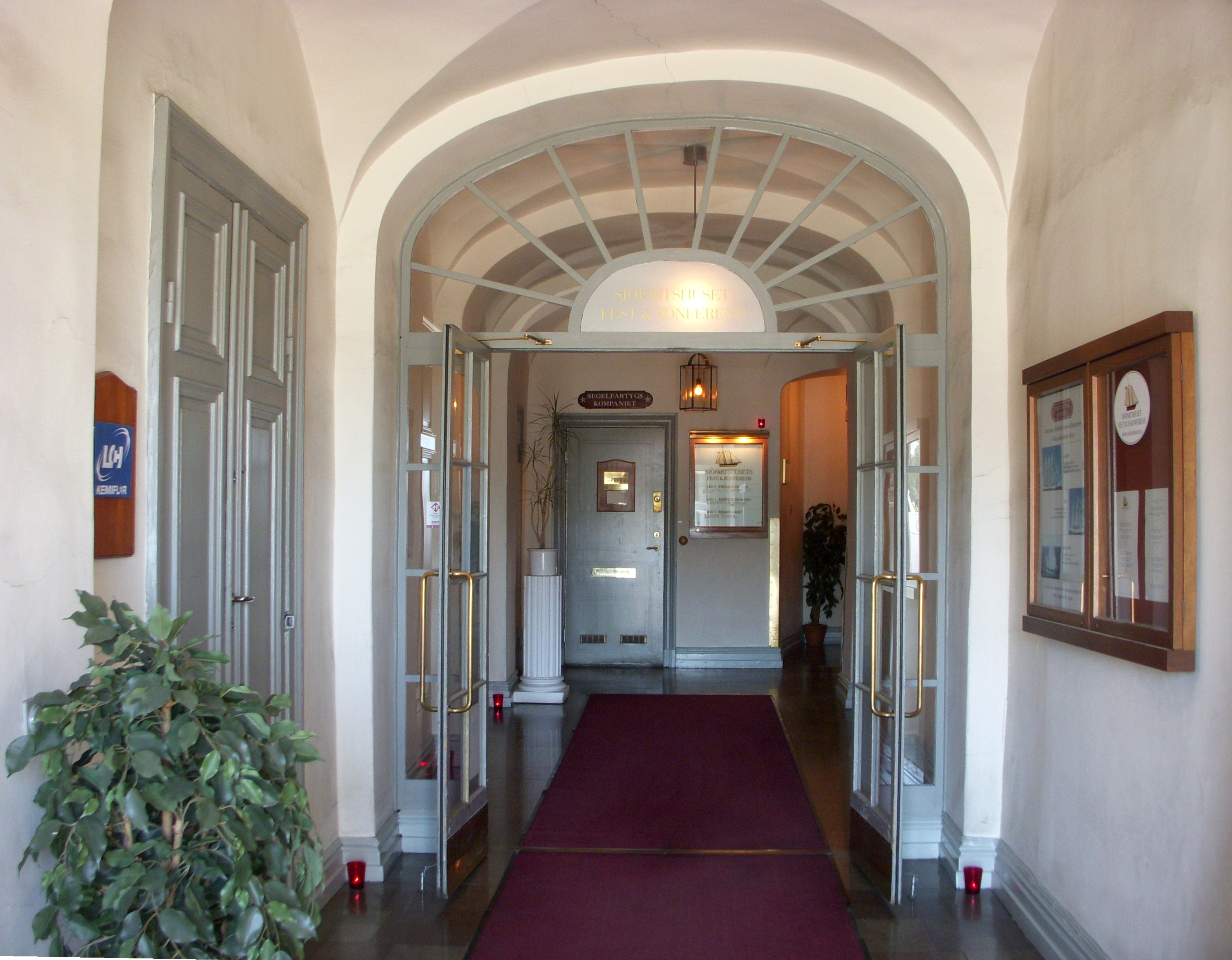
Sjöfartshusets entréhall i maj 2009

Det är okänt vem Kock anlitade som arkitekt, bland dem som har nämnts som möjliga arkitekter finns Nicodemus Tessin d.ä. och Jean de la Vallée som båda tillhörde den absoluta arkitekteliten i Sverige vid tiden. Det är bysten av en kejsare från antiken som pryder mittfrontonen, men denne har av folktraditionen uppfattats som arkitekten Tessin. Kanske ville byggherren lyfta fram att han var en bildad man. Huset uppfördes på två oregelbundet formade tomter som byggherren förvärvade 1664, tomterna utgör den östra sidan av kvarteret och omges, förutom av Skeppsbron, av Bredgränd på den södra sidan och av Skeppar Karls gränd på den norra sidan. Tomterna var delvis bebyggda. Den ena innehöll ett stenhus från medeltiden och den andra en träbod samt rester av den gamla stadsmuren.
Huset följer tomternas oregelbundna form som utgör en parallelltrapets. Huset huvudfasad mot Skeppsbron och gavelfasaden mot Bredgränd i söder är längre än den norra fasaden. Från början var den västra delen av fastigheten bebyggd med enklare ekonomibyggnader som stall och avträden men de ersattes snart av större huskroppar längs de båda gränderna. I fasaden mot Skeppsbron finns ett något framskjutet mittparti med tre fönsteraxlar. I mittpartiet finns fyra pilastrar som bär upp en gavel. I gaveln finns ett ovalt fönster bevarat som är omgivet av en fönsterram i gotländsk sandsten. Även mittenfönstren på våning ett och två har dekorationer av samma sten rund om.
Den norra fasaden mot Skeppar Karls gränd låg vid byggtiden redan i skuggan av det högre grannhuset i kvarteret Bootes och försågs inte med några dekorationer. Den södra fasaden som vetter mot Bredgränd, som var relativt bred närmast Skeppsbron, och var synlig från sjön, gavs däremot en mer genomarbetad fasad som bar likheter med huvudfasaden. Även här var fönstren placerade i axlar i enkla nischer vilket åtskildes av lisener.
Tidigare hade yttertaken i Stockholm oftast varit höga och branta, en tradition som detta hus bröt. Istället skapade ett av de första exemplen på något som påminner om ett säteritak. En avbildning av huset från 1680-talet av Erik Dahlberg visar ett sådant tak där dock den översta delen förefaller vara ersatt av en takterrass. I en brandförsäkring från 1749 nämnd också en takaltan.
På grund av de osäkra grundförhållandena har huset liksom de flesta fastigheter i Gamla stan under åren drabbats av stora sättningsskador. En större reparation och ombyggnad genomfördes i mitten av 1700-talet, i samband med det ändrades planlösningen radikalt och nya mellanväggar skapades. Som en följd av det ändrades också grändfasaderna och fönstren flyttades för att passa den nya rumsindelningen. Kring år 1800 skedde ytterligare en ombyggnad under ledning av Louis Masreliez som själv bodde i huset i slutet av 1700-talet. Ombyggnaden innebar genomgående reparationer av huset samt nyinredning av flera av rummen. Masreliez försåg dessa rum med en högklassig sengustaviansk inredning med mycket påkostade dekorerade väggfält, snickerier och eldstäder. Masreliez inredningar är bevarade och tillhör de främsta bevarade inredningarna från tiden.. 1978 deponerade Stockholms stadsmuseum en kolonnkakelugn i byggnaden som ursprungligen funnits i ett 1700-talshus i kvarteret Kajan 1 på Norrmalm. 
När de nuvarande ägarna tog över huset 1958 var det igen i dåligt skick med sättningsskador och en ny genomgripande renovering skedde 1960 då grunden förstärktes. På grund av att fasaden vid olika fasadrenoveringar har skrapats ren är det oklart hur den ursprungliga färgsättningen såg ut. De nuvarande putsen som härstammar från renoveringen 2000 bygger på husets utseende under den gustavianska tiden.

## Historiska rumsinteriörer i Scharpska våningen

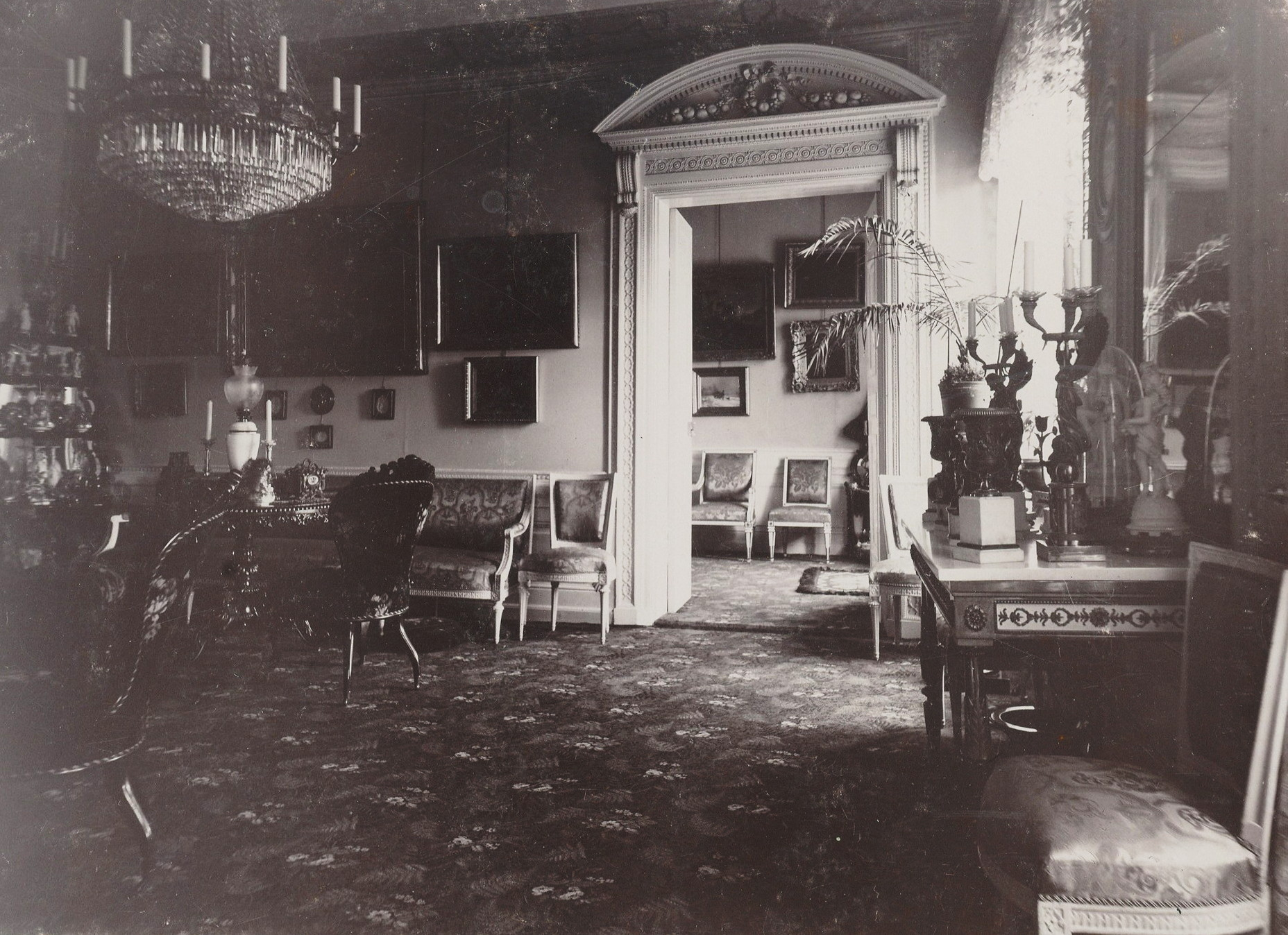
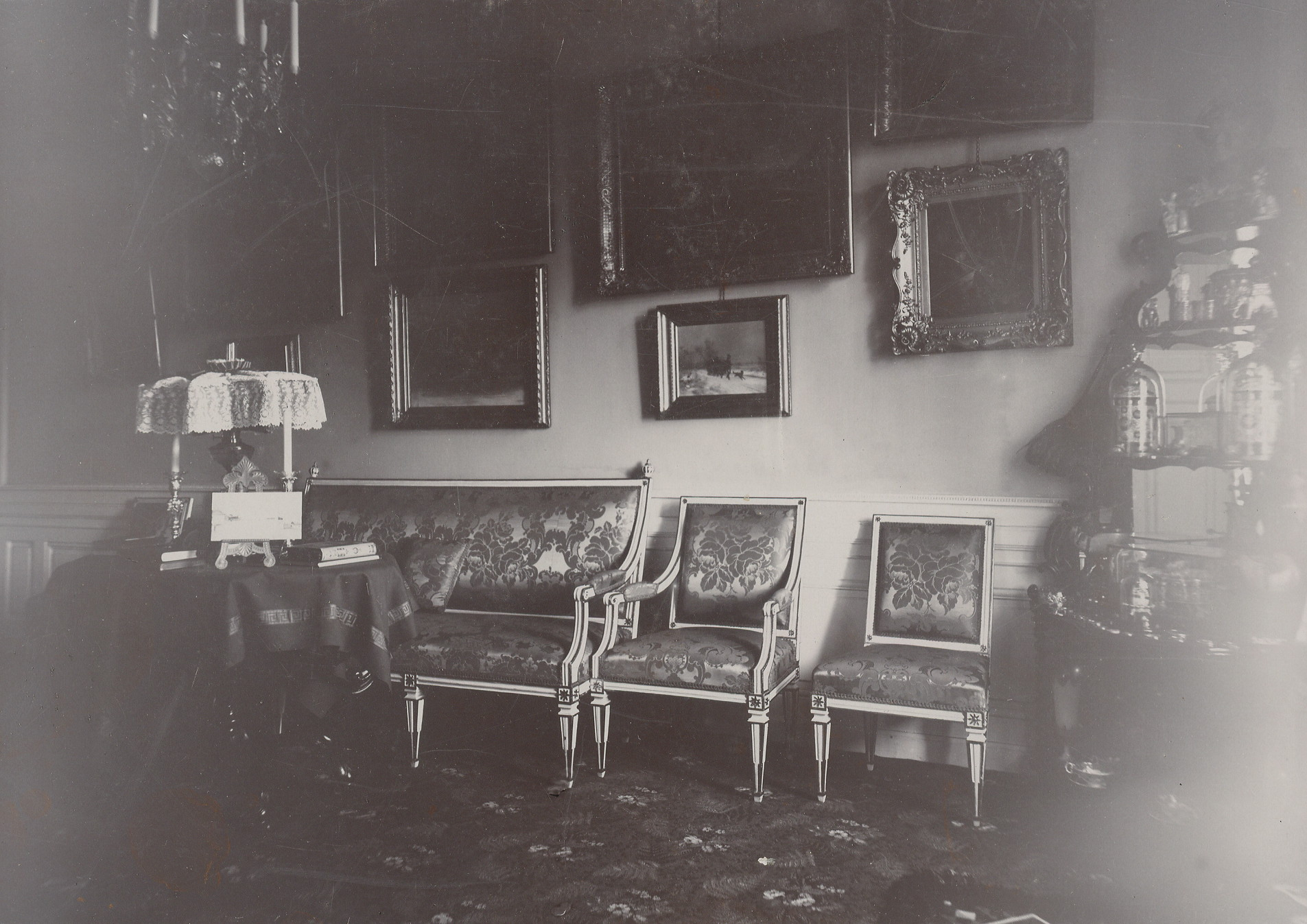
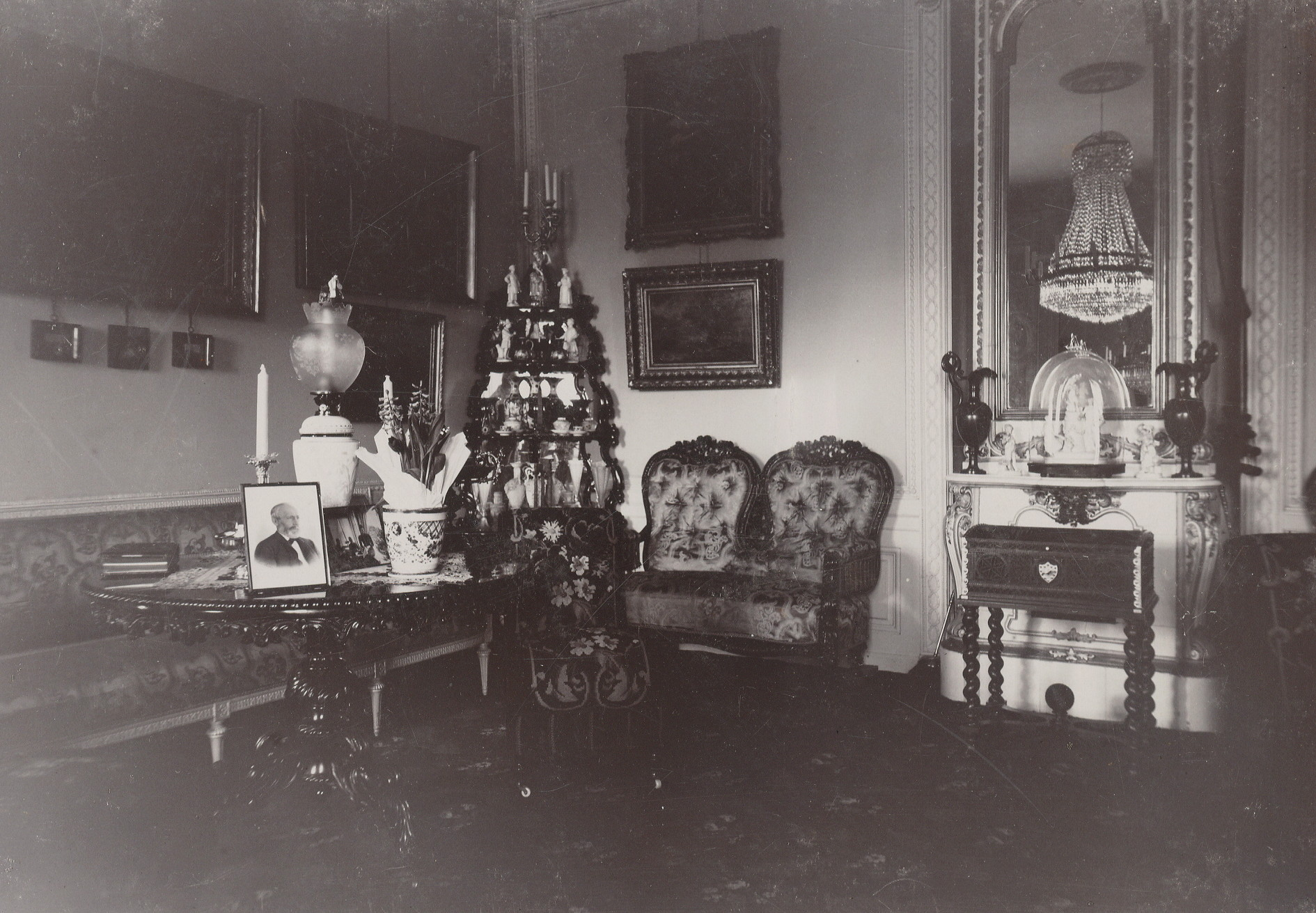
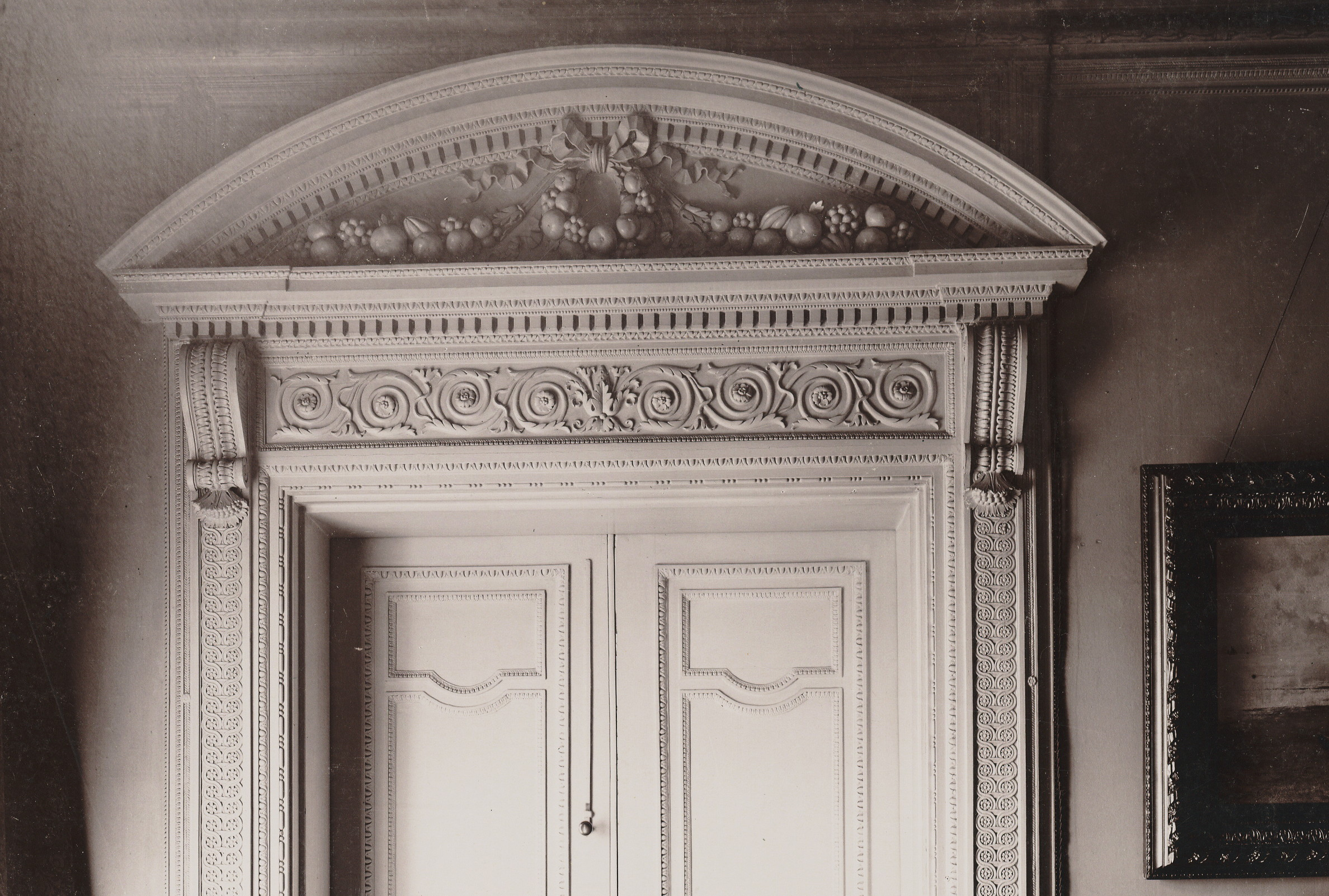

## Historia

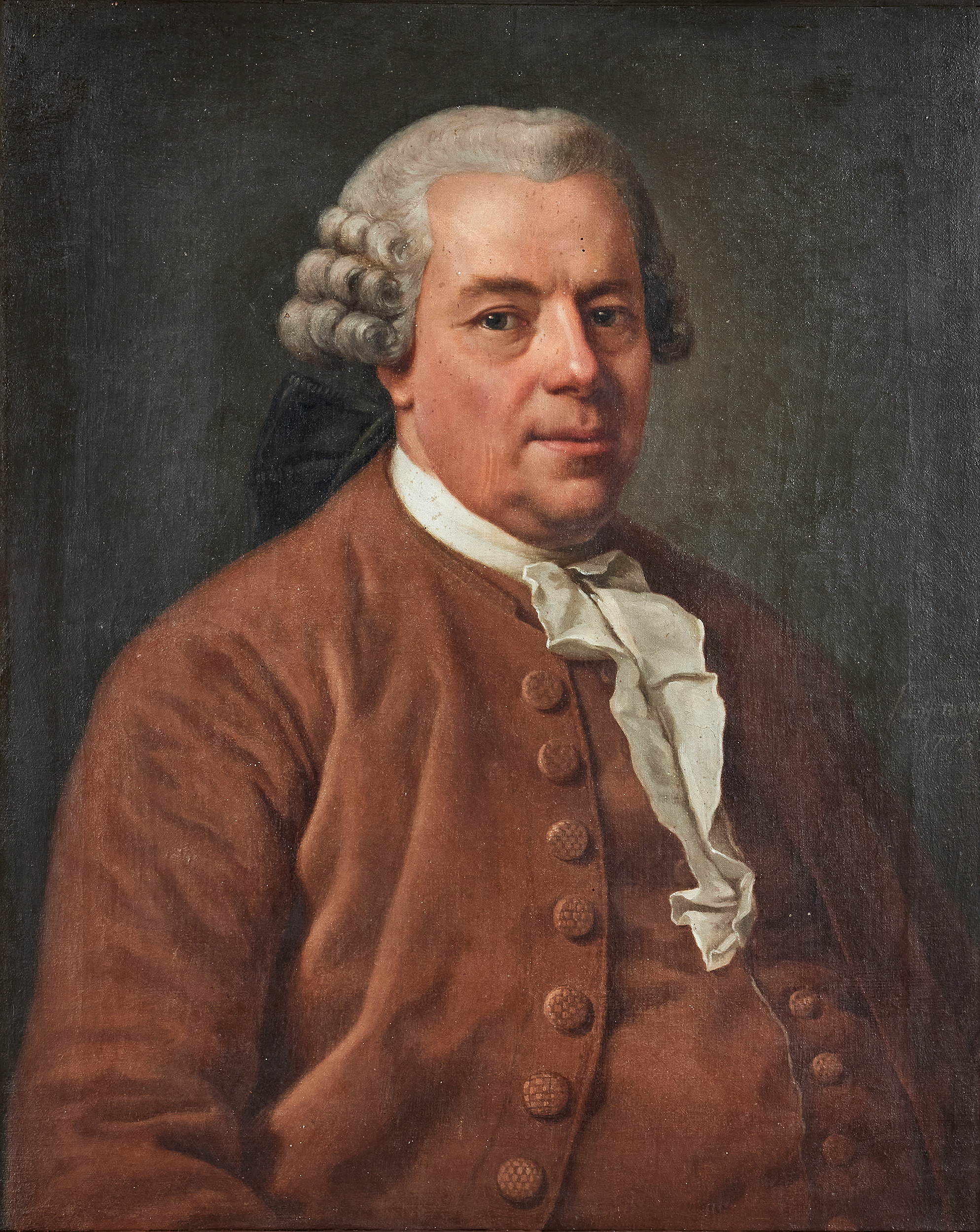
Grosshandlaren Stephan Kniper som ägde huset under 1700-talet. Målning av Jonas Hoffman. (1772).

Byggherren Isaac Kock var född i Bromberg i Preussen 1620 som son till myntmästaren Marcus Kock. Fadern gick i svensk tjänst 1626 och familjen flyttade till Sverige, där Markus Kock blev myntmästare i Nyköping. Isaac Kock som följde i faderns fotspår utnämndes 1659 till kunglig myntmästare. 1664 förvärvade han två fastigheter vid Skeppsbron av borgmästaren Johan Prytz.
Byggstarten 1667 sammanföll med att Kock adlades och fick namnet Cronström.  Huset såldes 1675 till riksrådet och generalamiralen Lorentz Creutz som bara hann äga det ett år. Då stupade Creutz vid slaget vid Ölands södra udde där förde Creutz befäl över Kronan. Creutz begick misstag som ledde till fartygets förlisning, en av den svenska flottans värsta katastrofer. Förlisningen krävde upp mot 800 människors liv.
Grosshandlaren Stephan Kniper köpte huset 1752 av dödsboet efter riksrådet Gustaf Palmfelt. Under senare delen av 1700-talet skall huset ha ägts av den förmögna möbelhandlaren Carl Adolph Grevesmühl, under denna tid inreddes huset i sengustaviansk stil av Louis Masreliez som även arbetade med Stockholms slotts inredning för Gustav III. Eventuellt skall också Masreliez själv ha ägt huset under en period.
Från 1802 och 100 år framåt ägdes huset av familjen Scharp och senare genom giftermål av familjen Skogman. Bokförläggaren Karl Otto Bonnier köpte fastigheten 1902 och upplät delar av den till Svenska författarförbundet. En annan hyresgäst under Bonniers tid var författaren Sigfrid Siwertz. Bonniers behöll huset till 1950 då det såldes till byggföretaget Olle Engkvists pensionsstiftelse. Vid denna tid var huset mycket nedgånget och stiftelsen försökte snart få Stockholms stad att överta huset och bekosta en renovering. Staden ansåg emellertid att det skulle bli för dyrt. I stället tog det 1930 bildade fastighetsbolaget Endräkten över huset 1958. Bakom Endräkten fanns fyra sjöfartsorganisationer;  Neptuni Orden, Sjökaptens Societeten, Ångfartygs-Befälhavare-Sällskapet och Sjömannaföreningen.

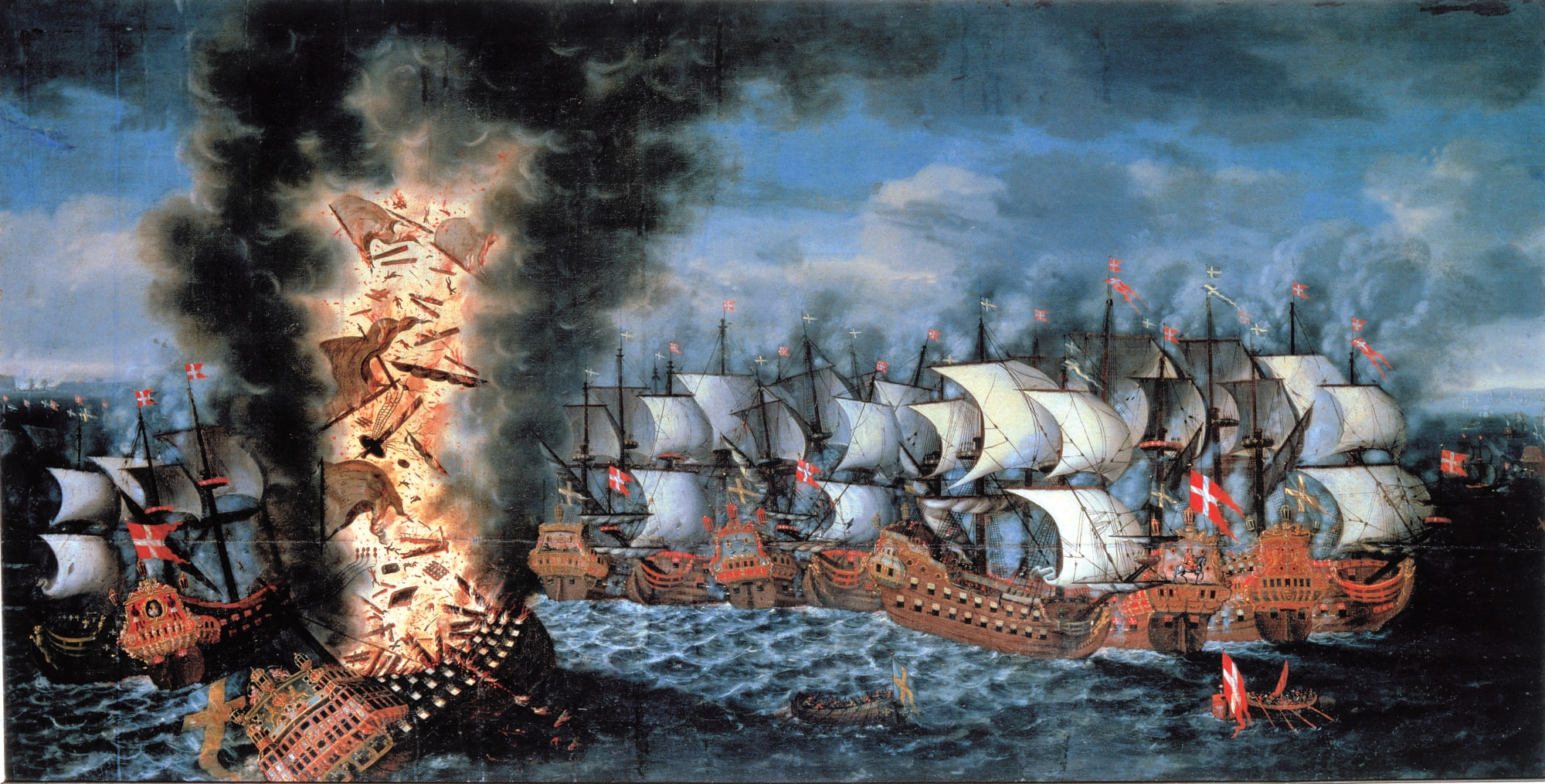
Creutz dramatiska död när Regalskeppet Kronan exploderar.
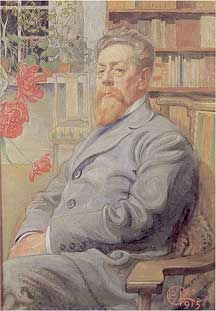
Karl Otto Bonnier (målning av Carl Larsson.

### Ägare

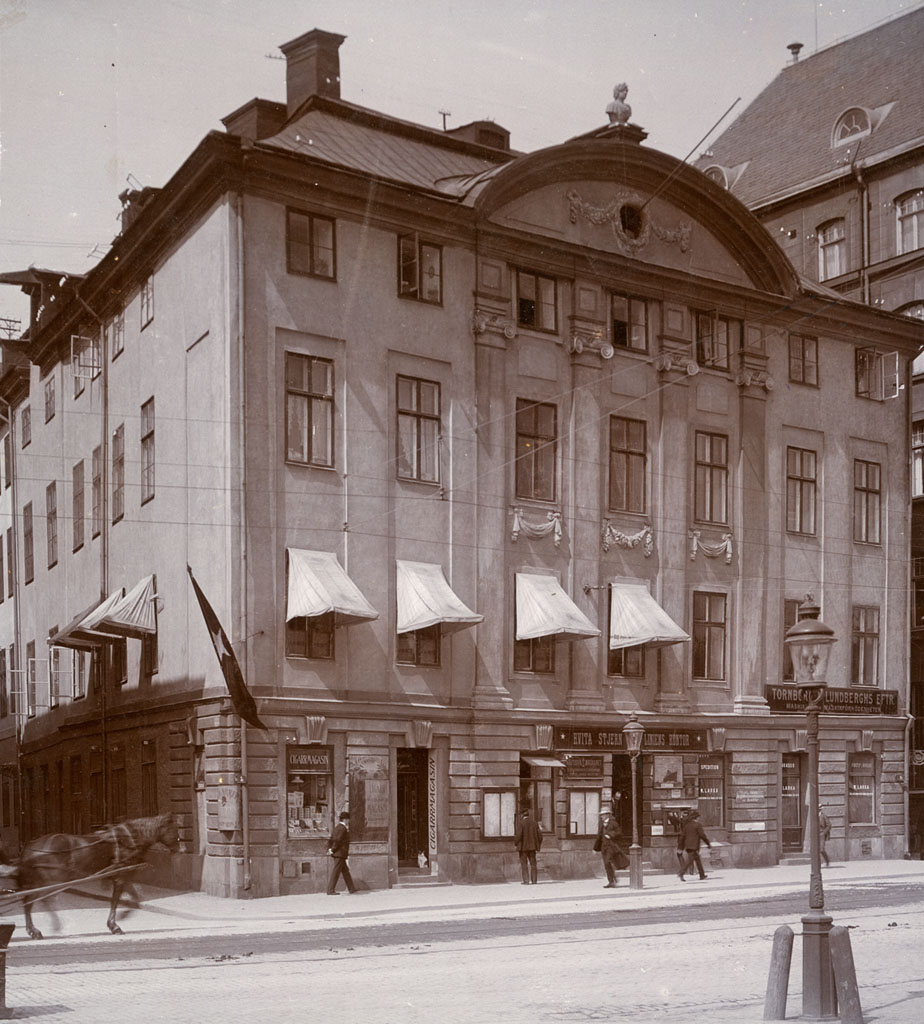
Huset på 1890-talet.

Tabell över kända ägare.
| Ägare                                       | Period    | Anmärkningar                                                             |
| ------------------------------------------- | --------- | ------------------------------------------------------------------------ |
| Isaac Kock                                  | 1666–1675 | Byggherren                                                               |
| Lorenz Creutz                               | 1675–1676 | Creutz dog 1676 när Kronan gick under.                                   |
| Gustaf Palmfelt                             | ?-1752    | Palmfelts dödsbo nämns som ägare 1749 och som säljare till Kniper 1752.  |
| Stephan Kniper                              | 1752-?    |                                                                          |
| Carl Adolph Grevesmühl                      | ?         | Ägare under senare delen av 1700-talet.                                  |
| Familjen Scharp/Skogman                     | 1802–1902 |                                                                          |
| Karl Otto Bonnier/Familjen Bonnier          | 1902–1950 | Under hans tid disponerade Svenska författarförbundet en våning i huset. |
| Olle Engkvist Byggnads AB pensionsstiftelse | 1950–1958 |                                                                          |
| AB Endräkten                                | 1958-     | Ett fastighetsbolag ägt av fyra sjöfartsorganisationer.                  |

## Sjöfartshuset idag
1958 tog de nuvarande fyra organisationer över huset genom sitt gemensamma bolag AB Endräkten. Organisationerna använder huset för sina sammankomster och verksamheter. I fastigheten bedrivs också festvånings- och konferensverksamhet riktat till externa kunder, bland annat i den gustavianska paradvåningen och i den nyinredda vindsvåningen. I huset finns också kontor för fastighetsbolaget samt några externa kontorshyresgäster. I april 2022 öppnar restaurangen Skeppsbron 10 i fastigheten.